# شنگ زتیان
شنگ زتیان (به چینی: 盛泽田) (زادهٔ ۶ نوامبر ۱۹۷۲) کشتی‌گیر بازنشستهٔ اهل چین است که در دستهٔ ۵۷ و ۵۸ کیلوگرم کشتی فرنگی رقابت می‌کرد. او برندهٔ سه مدال برنز بازی‌های المپیک (۱۹۹۲، ۱۹۹۶، ۲۰۰۰)، یک مدال نقرهٔ مسابقات قهرمانی کشتی جهان (۱۹۹۸) و نیز یک مدال نقره (۱۹۹۴) و یک برنز (۱۹۹۸) از بازی‌های آسیایی است. زتیان یک مدال طلا (۱۹۹۲) و سه برنز (۱۹۹۱، ۱۹۹۳، ۱۹۹۶) را نیز از مسابقات قهرمانی کشتی آسیا کسب کرده است.